# St. Bartholomäus (Ummerstadt)

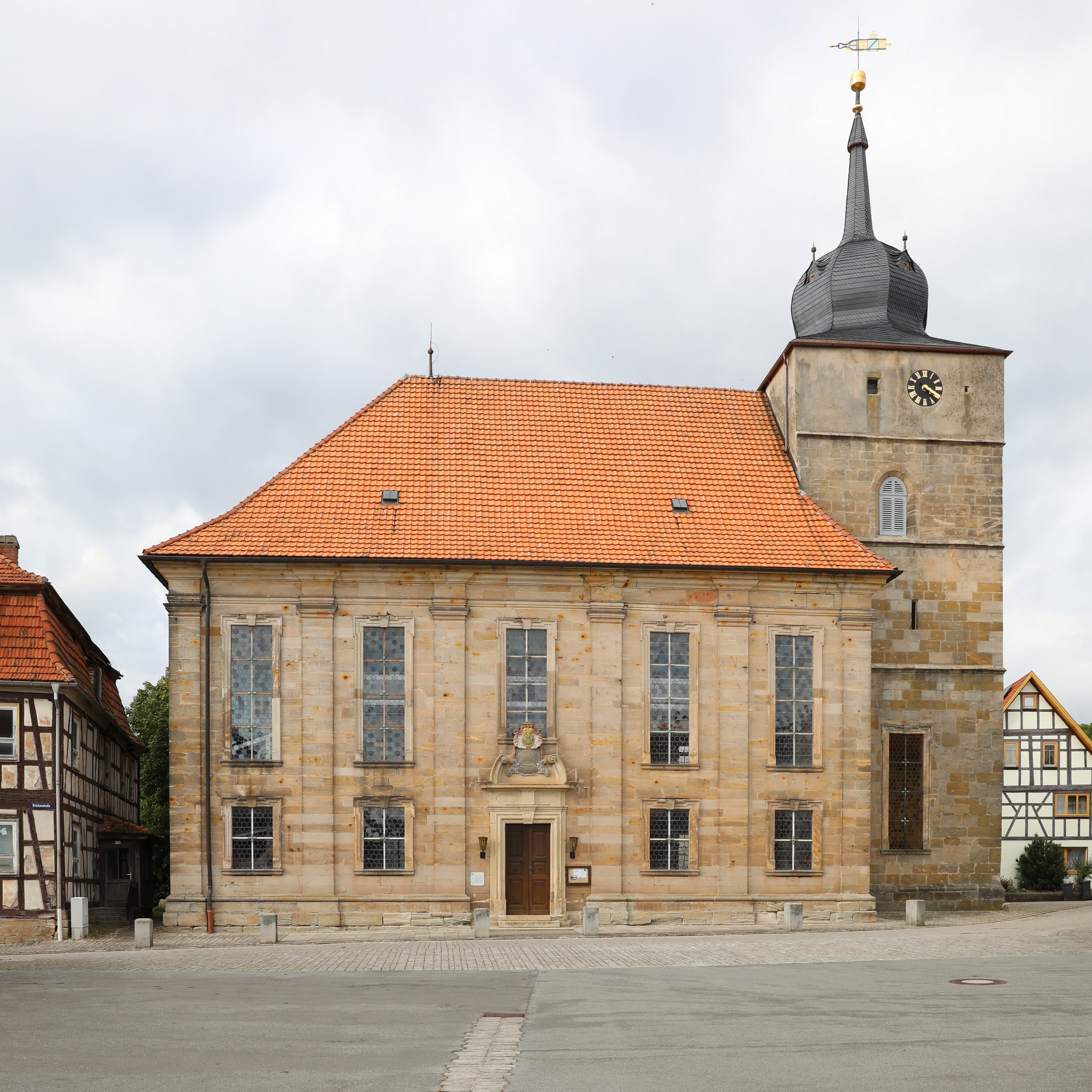
St. Bartholomäus in Ummerstadt

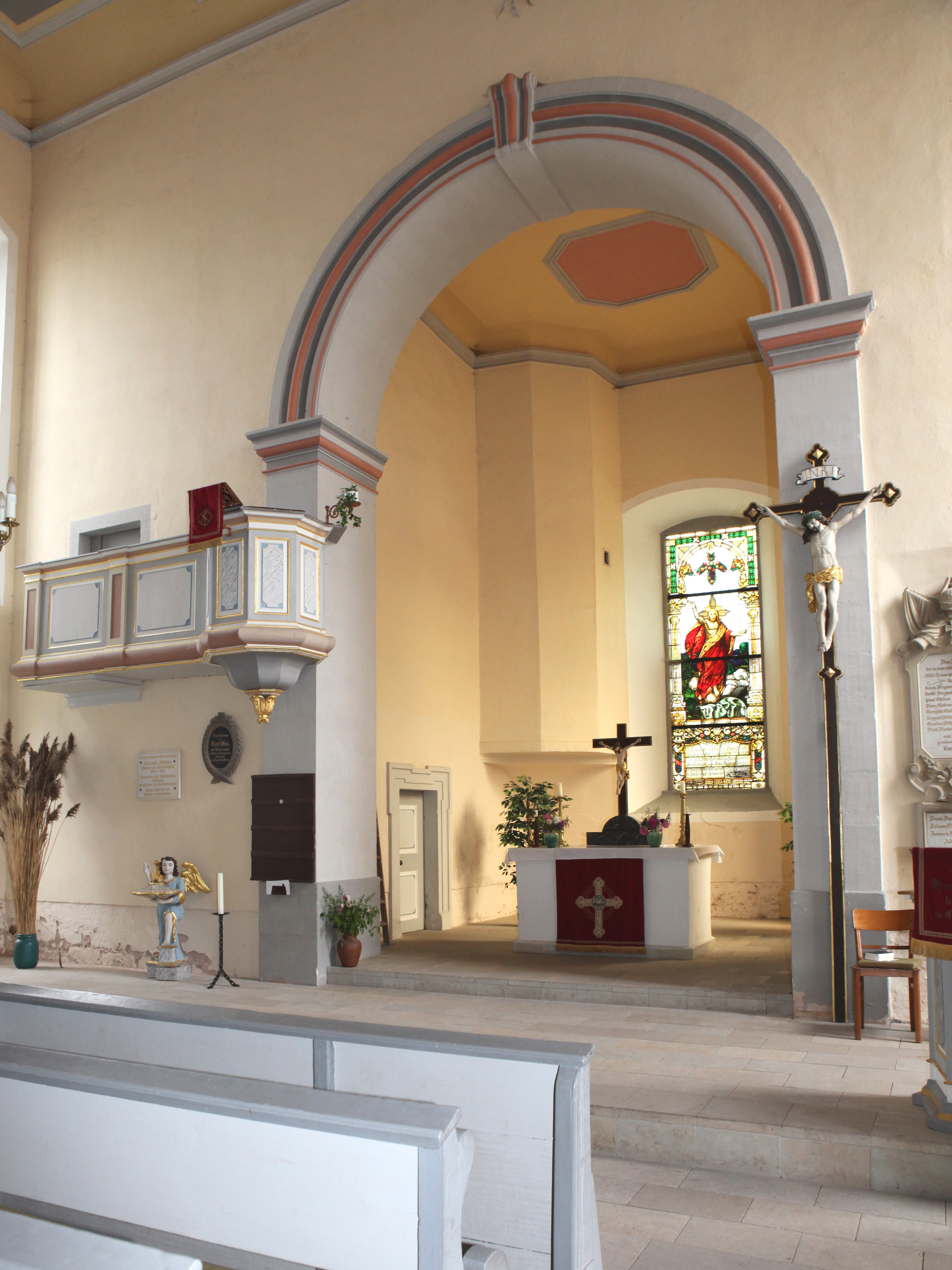
Chor

Die evangelisch-lutherische Stadtkirche St. Bartholomäus steht am Viehmarkt in Ummerstadt, einer Kleinstadt im Landkreis Hildburghausen (Thüringen). Das denkmalgeschützte Bauwerk stammt in seiner heutigen Form aus dem Jahr 1748.
Neben der älteren Berg- oder Oberkirche St. Andreas, als Wehrkirche an einer Anhöhe gelegen, gab es in Ummerstadt im späten Mittelalter die Bartholomäuskirche im gotischen Spitzbogenstil, in der Nähe der Rodach. Diese wurde im 15. Jahrhundert noch als Kapelle bezeichnet und im Laufe der Zeit ausgebaut. Im Jahr 1528 kam es im Zuge der Reformation zur Erhebung zur Pfarrkirche. Tochtergemeinden waren Colberg, Billmuthausen und Erlebach.
Im Verlauf des Dreißigjährigen Krieges wurde die Kirche im Jahr 1632 von Wallensteins Truppen durch einen Brand zerstört. Der Wiederaufbau mit dem heutigen Kirchturm erfolgte von 1651 bis 1654. Der Turm hat vier Geschosse und einen quadratischen Grundriss mit 5,2 Meter Kantenlänge. Den oberen Abschluss bildet eine verschieferte, achtseitige Zwiebelkuppel mit vier kleinen Erkerchen, einer hohen Helmspitze und einer Wetterfahne. Mitte des 18. Jahrhunderts entschloss sich die Gemeinde zum kompletten Neubau des Langhauses. Der Grundstein für das heutige Kirchenschiff mit seinen zwei Emporengeschossen wurde am 2. August 1745 gelegt. Die Wiedereinweihung erfolgte am 23. Juni 1748 mit dem Namen „Zur heiligen Dreifaltigkeit“.
Das Langhaus wurde im Markgrafenstil gestaltet. Die hohe, weite Öffnung zum östlichen Chorraum im Turmbereich wurde in Form eines Triumphbogens gestaltet, an dessen nördlichem Pfeiler sich die Kanzel befindet. Über dem Schlussstein des Triumphbogens sind die Anfangsbuchstaben EFC von Herzog Ernst Friedrich Carl vorhanden. Über dem Südportal befindet sich das Allianzwappen der Herzöge von Sachsen-Hildburghausen. Die älteste Glocke im Kirchturm wurde 1663 gegossen. Die übrigen drei Eisenhartgussglocken entstanden als Ersatz für im Krieg eingeschmolzene Bronzeglocken. Der Taufengel und das Kruzifix stammen aus dem 18. Jahrhundert, das farbige Chorraumfenster von 1919.
Die Orgel auf der Westempore mit ihrem barocken Orgelprospekt schuf 1747 der Hildburghäuser Orgelbaumeister Johann Christian Dotzauer. Der Schmiedefelder Michael Schmidt baute die Orgel 1857 grundlegend um.